# Orgelet-le-Bourget
Orgelet-le-Bourget est une ancienne commune française du Jura. Elle a été créée en 1967 par la fusion des communes d'Orgelet et du Bourget. En 1973, elle a fusionné avec la commune de Sézéria pour former la nouvelle commune d'Orgelet.